# Kürdlər (Cəlilabad)
Kürdlər è un comune dell'Azerbaigian situato nel distretto di Cəlilabad. Conta una popolazione di 705 abitanti.